# ووكر تود
ووكر تود (بالإنجليزية: Walker Todd)‏ هو محامي وقاضي وسياسي أمريكي، ولد في 1786، وتوفي في أغسطس 1840. انتخب عضو مجلس ولاية نيويورك.